# Petrovo (distrikt i Bulgarien, Stara Zagora)
Petrovo (bulgariska: Петрово) är ett distrikt i Bulgarien.   Det ligger i kommunen Obsjtina Stara Zagora och regionen Stara Zagora, i den centrala delen av landet, 200 km öster om huvudstaden Sofia.
Trakten runt Petrovo består till största delen av jordbruksmark. Runt Petrovo är det ganska tätbefolkat, med 90 invånare per kvadratkilometer.